# Eusebius Schmidt
Eusebius Schmidt (* 26. November 1810 in Woldenberg, Neumark; † 26. Juni 1883 in Landsberg an der Warthe) war ein deutscher Pädagoge.

## Leben
Durch Verschuldung seines Vaters, des alkoholkranken Woldenberger Predigers gleichen Namens, wurden die Kinder getrennt. Eusebius kam im Alter von zehn Jahren in das Waisenhaus des Klosters Neuzelle und konnte das diesem angeschlossene Lehrerseminar besuchen. Er heiratete die gleichfalls aus Woldenberg stammende Auguste Meyer, ging 1840 nach Berlin und wurde aufgrund seiner guten Zeugnisse bald darauf vom Französischen Konsistorium, dem Vorstand der hugenottischen Gemeinde in Berlin, als Erster Lehrer der Französischen Domschule, einer jeweils sechsklassigen Knaben- und einer Mädchenschule, angestellt. Deren Schulräume befanden sich, wie auch die drei Jahre darauf der Familie gestellte Dienstwohnung, im Französischen Dom am Gendarmenmarkt. Eusebius Schmidt wurde Leiter der Mädchenschule, die im zur Jägerstraße hin gelegenen Teil des Französischen Doms untergebracht war, verfasste mehrere bis heute viel beachtete pädagogische Schriften, freundete sich mit dem Berliner Stadtschulrat Heinrich Walter Bertram (46. Ehrenbürger Berlins) an und beriet diesen bei der Reform des Bildungswesens, insbesondere der Realschule.
Eusebius Schmidt war der Vater des Basler reformierten Theologen Professor Paul Wilhelm Schmidt und des  Berliner Gymnasialprofessors Johannes Eusebius Samuel Schmidt (1841–1925) sowie Großvater des Bildhauers Professor Erich Schmidt-Kestner und des Schriftstellers Hans Schmidt-Kestner.

## Werke
- Ueber die Fortbildung des Elementarlehrers. In: Schulblatt für die Provinz Brandenburg. Band 2, 1837, Nr. 1, S. 19–32.
- Der Mensch und die Erziehung. Eine Sammlung von Kernaussprüchen bewährter Schriftsteller für Erzogene u. Erzieher, gesammelt, systemat. geordnet u. mit ein- u. überleitenden Bemerkungen versehen. Heymann, Berlin 1844.
- Schule der Erziehung in biographischen Umrissen. Simion, Berlin 1846.
- Die deutsche Satzlehre. Eine Handreichung an die Schule. Schroeder, Berlin 1868.
- Die deutsche Satzlehre zum Schulgebrauch und Selbstunterricht. 2. Auflage, Schroeder, Berlin 1880.